# Jorge Fin
Jorge Fin (* 1963 in Madrid) ist ein spanischer Maler, Grafiker und Bildhauer. Er gehört zur Generation junger spanischer realistischer Maler.

## Leben
Der Autodidakt stellt seit 1989 in Madrid, San Sebastian und Málaga aus. 1996 erhielt er den Murcia Taurus Preis, als bester spanischer Nachwuchskünstler. Zahlreiche Werke Fins befinden sich in öffentlichen Sammlungen Spaniens. 2001 bis 2004 malte er seinen Zyklus Wolkenbetrachter.
Jorge Fin lebt und arbeitet im spanischen Murcia.

## Einzelausstellungen
- 1989 Círculo Mercantil e Industrial de Guipúzcoa. San Sebastián.
- 1991 Galería Columela. Madrid.
- 1992 Galería Antonia Puyó. Saragossa.
- 1994 Galería Ignacio Várez. Madrid.
- 1995 Galería Chys. Murcia.
- 1996 Galería Max Estrella. Madrid.
- 1998 "Polvo, humo, sombra, nada". Galería Max Estrella. Madrid.
- 1999 Galería Chys. Murcia.
- 2000 "Box Populi". Galería Bambara. Cartagena.
- 2003 "Cloud Watchers". Palacio Almudí. Murcia.
- Museo Cortijo de Miraflores. Marbella.
- 2005 "Nefelocoquigia". Museo Gustavo de Maeztu. Estella. Navarra.
- 2006 Galería Luis Gurriarán. Madrid
- Galería Chys. Murcia.

## Gruppenausstellungen
- 1991 Euroforum. Universidad de verano del Escorial. Universität Complutense Madrid.
- "Tauromaquias". Galería Max Estrella. Madrid.
- 1992 ARCO 92. Port Said Ediciones. Madrid.
- 1993 "Homenaje a Arthur Cravan". Casas de Vacas. Ayuntamiento de Madrid.
- "El Canto de la Tripulación". Galería Detursa. Madrid.
- ARCO 93. Port Said Ediciones. Madrid.
- Galería Debla. Bubión. Granada.
- Galería Max Estrella. Madrid.
- Escuela Artes y oficios. Granada.
- 1995 I Concurso Feria Taurina de Murcia. (Primer Premio). Sala Caballerizas. Murcia.
- "Los toros en el grabado español del siglo XX". Museo Municipal Albacete.
- 1996 Universität Alcalá de Henares. Madrid.
- Feria del Grabado ESTAMPA. Madrid.
- 1997 "Ayuda en Acción". Casa del Reloj. Ayuntamiento de Madrid.
- Premio Nacional de Valdepeñas. (Seleccionado).
- 1998 ARTEFIERA. Bologna, Italia.
- Kunst Zürich, Suiza. Stand Galería Max Estrella.
- "Salón Refractario" Galería Buades. Madrid.
- Elabora el Cartel de Navidad para el Ayuntamiento de Madrid.
- 1999 "Colección Arte Contemporáneo Ayuntamiento de Madrid. Centro Conde Duque. Madrid.
- "Tauromaquias, Toros y Toreros". Exposición itinerante. Fundación Caixa Galicia.
- ADUANA, Certamen Nacional de Artes Plásticas. (Seleccionado). Cádiz.
- "Carteles Taurinos". Plaza de Toros de las Ventas. Madrid.
- Feria del Grabado ESTAMPA. Stand Galería La Aurora. Madrid.
- 2000 Feria de Arte Contemporáneo. Palacio Almudí. Stand Galería Chys. Murcia.
- ART A L'HOTEL. Stand Galería La Aurora. Valencia.
- Elabora el Cartel del Primer Festival Internacional Murcia Tres Culturas.
- V Certamen Unipubic de Pintura Deportiva. (Seleccionado). Museo Municipal Málaga.
- ARCO 2000. Stand Galería Max Estrella.
- 2001 "Maravillas del mundo". Revista Attonitus. Palacio Aguirre. Cartagena.
- ARCO 2001. Stand Galería Max Estrella.
- "La Noche". Museo de Arte Contemporáneo Esteban Vicente. Segovia.
- 2002 "El meridiano del sentimiento".Galería Bambara. Cartagena.
- V Bienal de Pintura "Ciudad de Albacete". (Seleccionado). Museo Municipal de Albacete.
- 2003 ARCO 2003. Stand Galería Max Estrella
- "Arte por un sueño". Fundación Chinguetti. Colegio de Arquitectos de Murcia.
- "Una visión Metafísica" Sala Caballerizas. Molinos del Río Segura. Murcia.
- "Septiembre sobre papel". Galería La Ribera. Murcia.
- BIDA 2003. Bienal Internacional del Deporte en el Arte. (Seleccionado). Salamanca.
- 2004 ARCO 2004. Stand Galería Max Estrella
- VIII Mostra Unión Fenosa. (Seleccionado). Museo de Arte Contemporáneo Unión Fenosa. A Coruña
- XXXII Concurso Nacional de Pintura Villa de Fuente Alamo. (Seleccionado). Fuente Alamo. Murcia.
- 2005 ARCO 2005. Stand Galería Max Estrella
- "Arte por un sueño". Fundación Chinguetti. Colegio de Arquitectos de Murcia.
- Mural en el taller de serigrafía La Ermita. (15 metros cuadrados). Balsicas. Murcia.
- Mural “Escalera al cielo”.(70 metros cuadrados). Casa del Cura. Alcantarilla. Murcia.
- 2006 ARCO 2006. Stand Galería Max Estrella
- "Arte por un sueño". Fundación Chinguetti. Colegio de Arquitectos de Murcia.
- Mural cerámico “Cabezo efímero bajo una nube eterna”, en la Isleta de las Artes.(12 metros cuadrados) Torre *Pacheco. Murcia
- Mural “Vista de la Palma desde San Borondón”. (55 metros cuadrados) CEMFAC (Ciudad en el Museo. Foro de Arte *Contemporaneo) Los Llanos de Aridane. La Palma. Tenerife.
- Monotipos de la colección “Arte y Naturaleza”. Sala Ignacio Zuloaga. Fuendetodos. Zaragoza

## Arbeiten in Museen
- Colección Argentaria (Banco BBVA). Madrid.
- Ayuntamiento de Murcia.
- Ministerio de Educación, Cultura y Deportes. Madrid.
- Museo Ramón Gaya. Murcia.
- Museo Taurino de Murcia.
- Fundación Caixa Galicia. La Coruña.
- Colección Arte Contemporáneo. Ayuntamiento de Madrid.
- Museo Ralli. Marbella.
- Museo del Grabado de Marbella.
- Fundación Euroforum. El Escorial. Madrid.
- Colección Arte y Naturaleza. Madrid.
- Colección Arte y Cerveza. Madrid.
- CEMFAC. (Ciudad en el Museo. Foro de Arte Contemporáneo). Los Llanos de Aridane. La Palma. Tenerife.
- Zahlreiche private Sammlungem in Spanien, Frankreich, der Schweiz, Italien, Belgien, Deutschland, U.S.A, Mexiko und Japan